# NGC 860
NGC 860 é uma galáxia elíptica (E) localizada na direcção da constelação de Triangulum. Possui uma declinação de +30° 46' 46" e uma ascensão recta de 2 horas, 15 minutos e 00,1 segundos.
A galáxia NGC 860 foi descoberta em 18 de Setembro de 1871 por Édouard Jean-Marie Stephan.